# Веселівка (Уманський район)
Весе́лівка (до 1967 року Голяківка) — село в Україні, у Христинівській міській громаді Уманського району Черкаської області. Розташоване за 11 км на схід від міста Христинівка та за 3 км від роз'їзду Розсішки. Населення становить 395 осіб.

## Історія
Під час Голодомору 1932—1933 років, тільки за офіційними даними, від голоду померло 39 мешканців села.

## Галерея

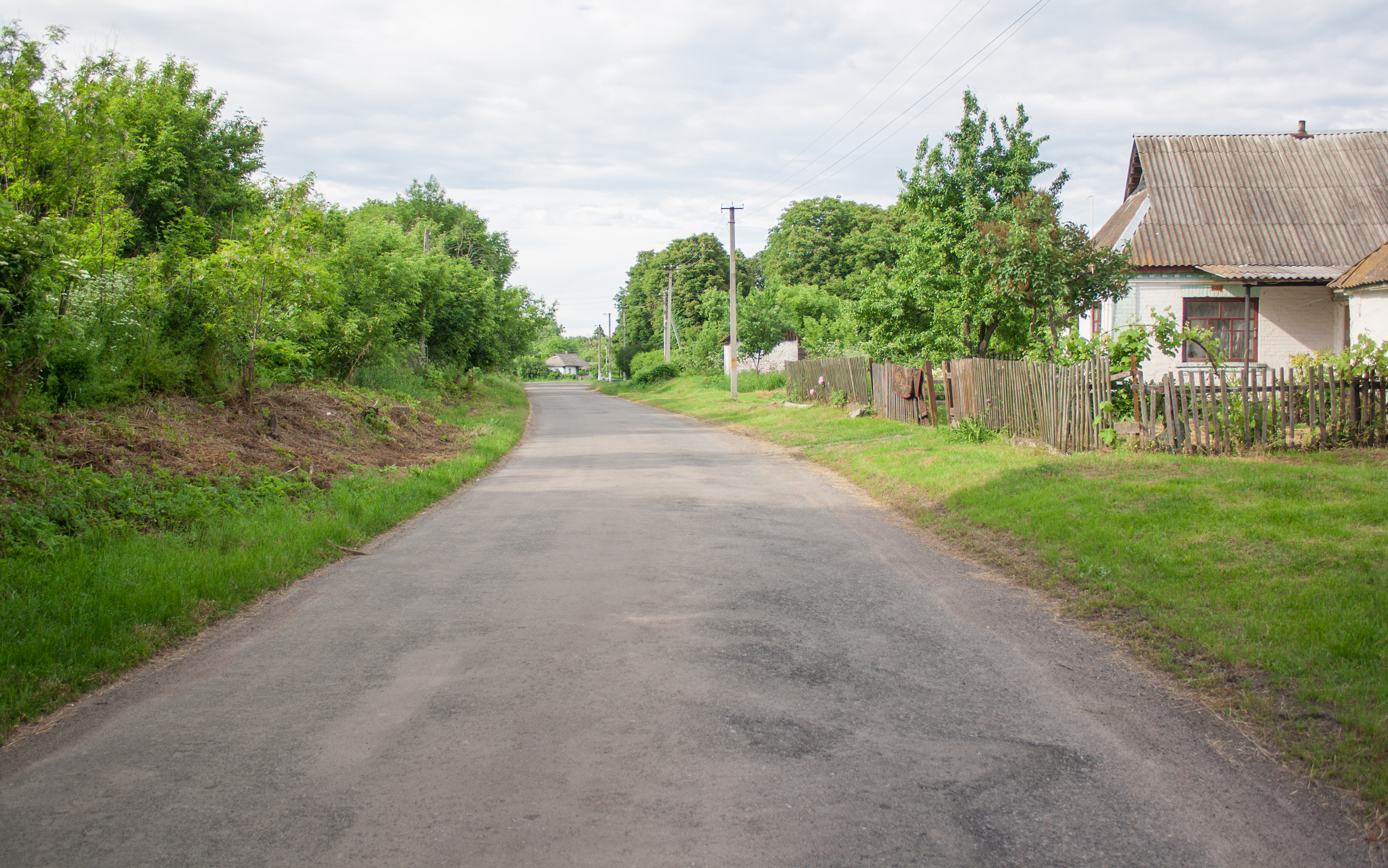
Вулиця Першотравнева
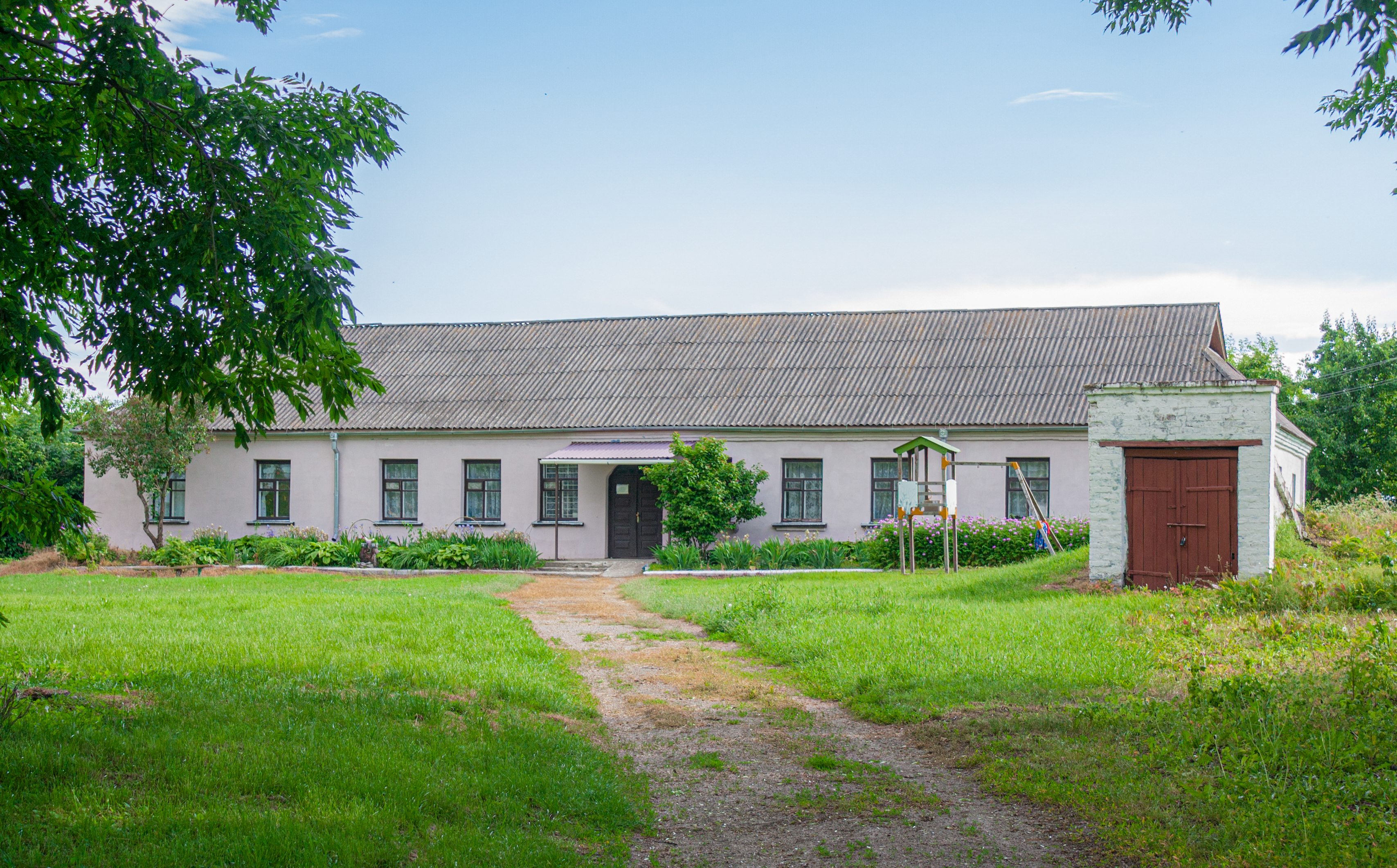
Дитсадок
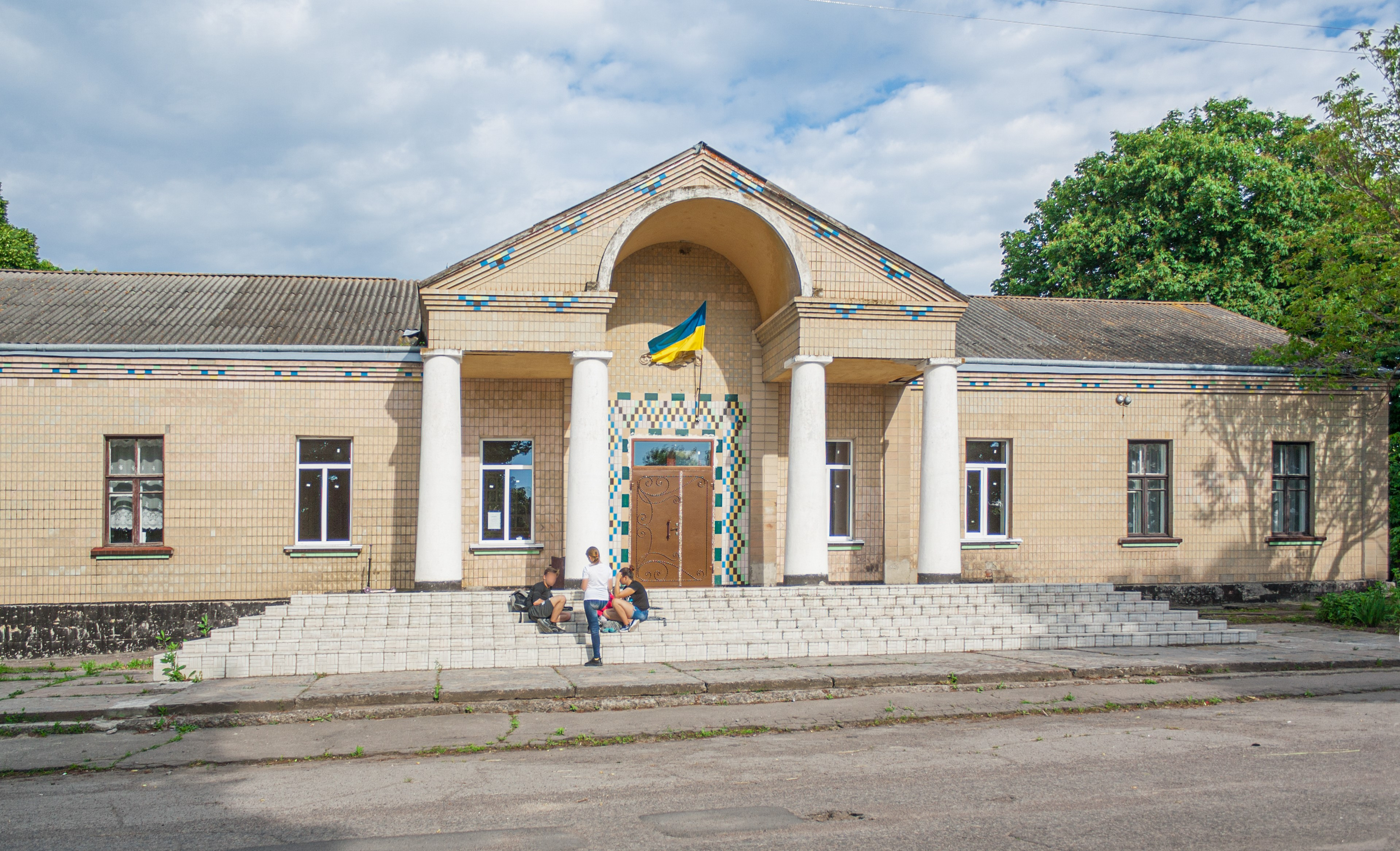
Будинок культури
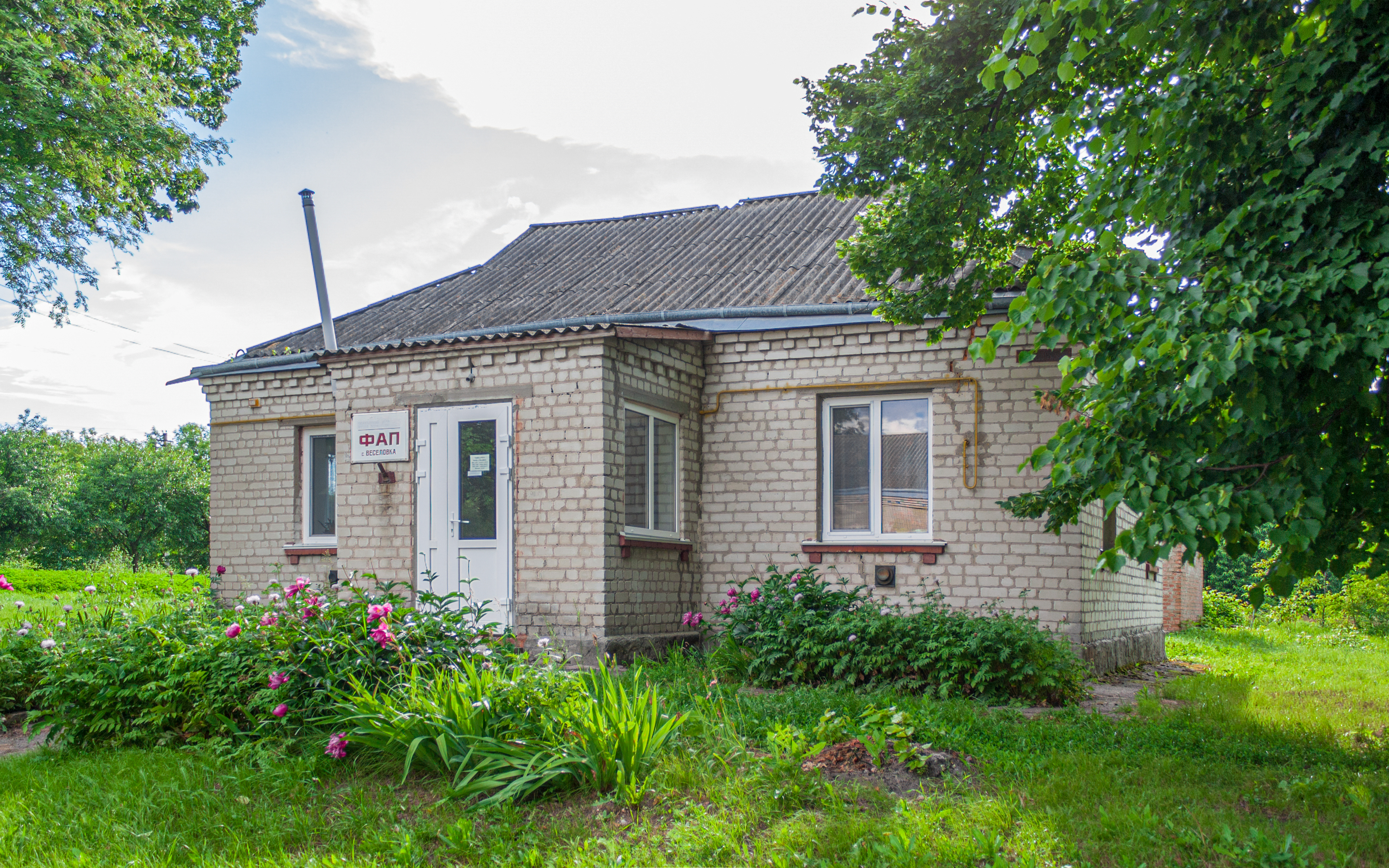
ФАП
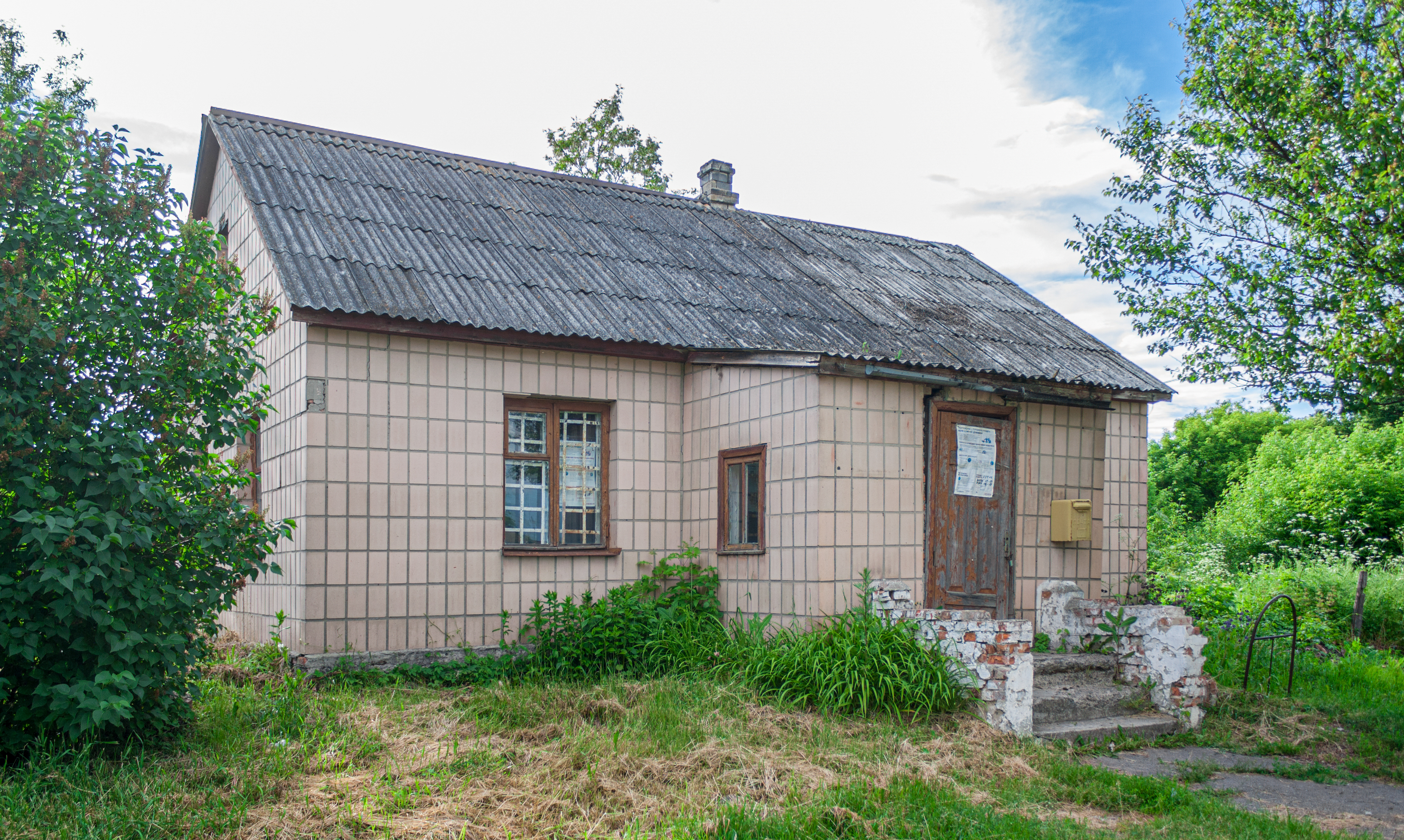
Пошта
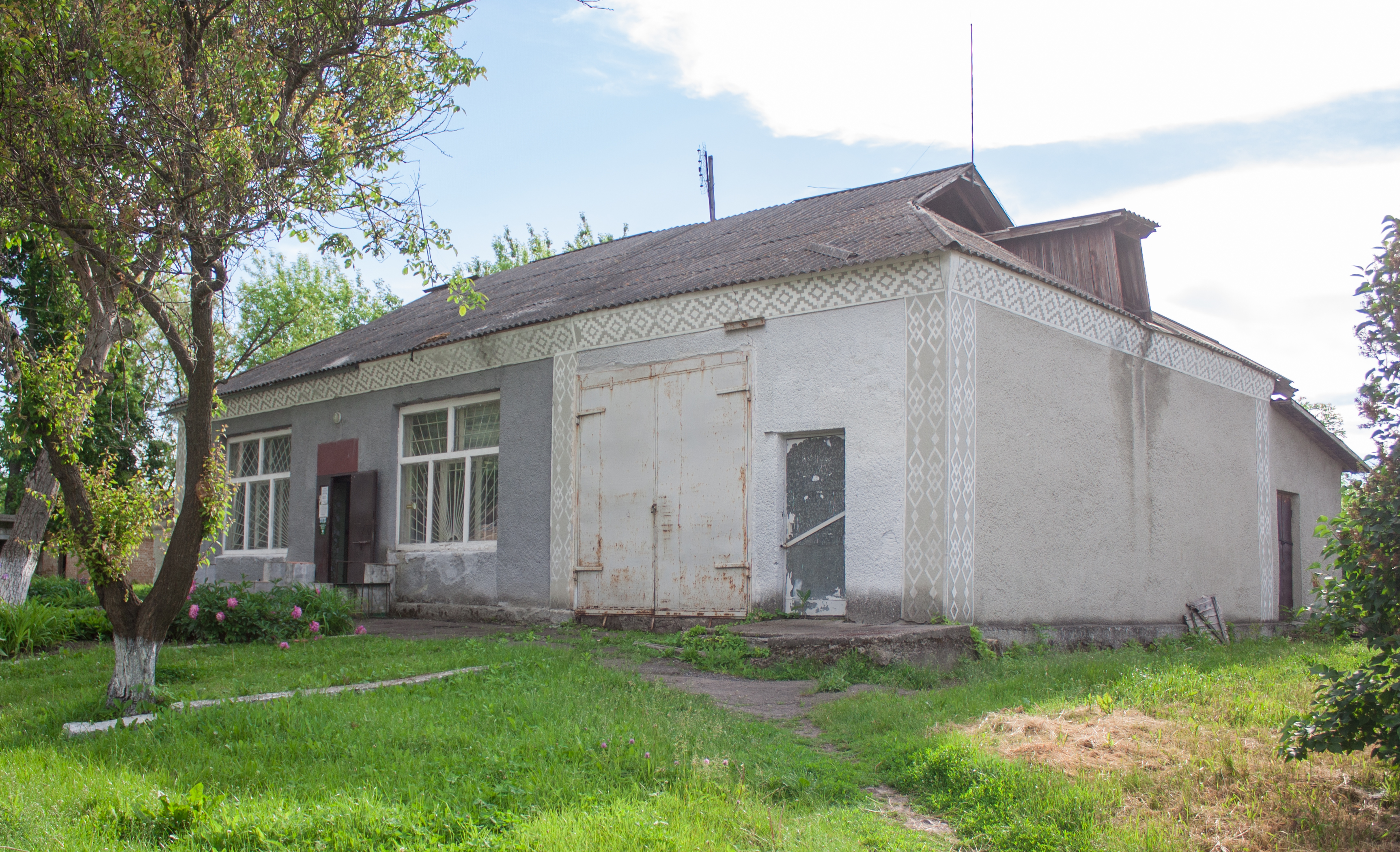
Магазин
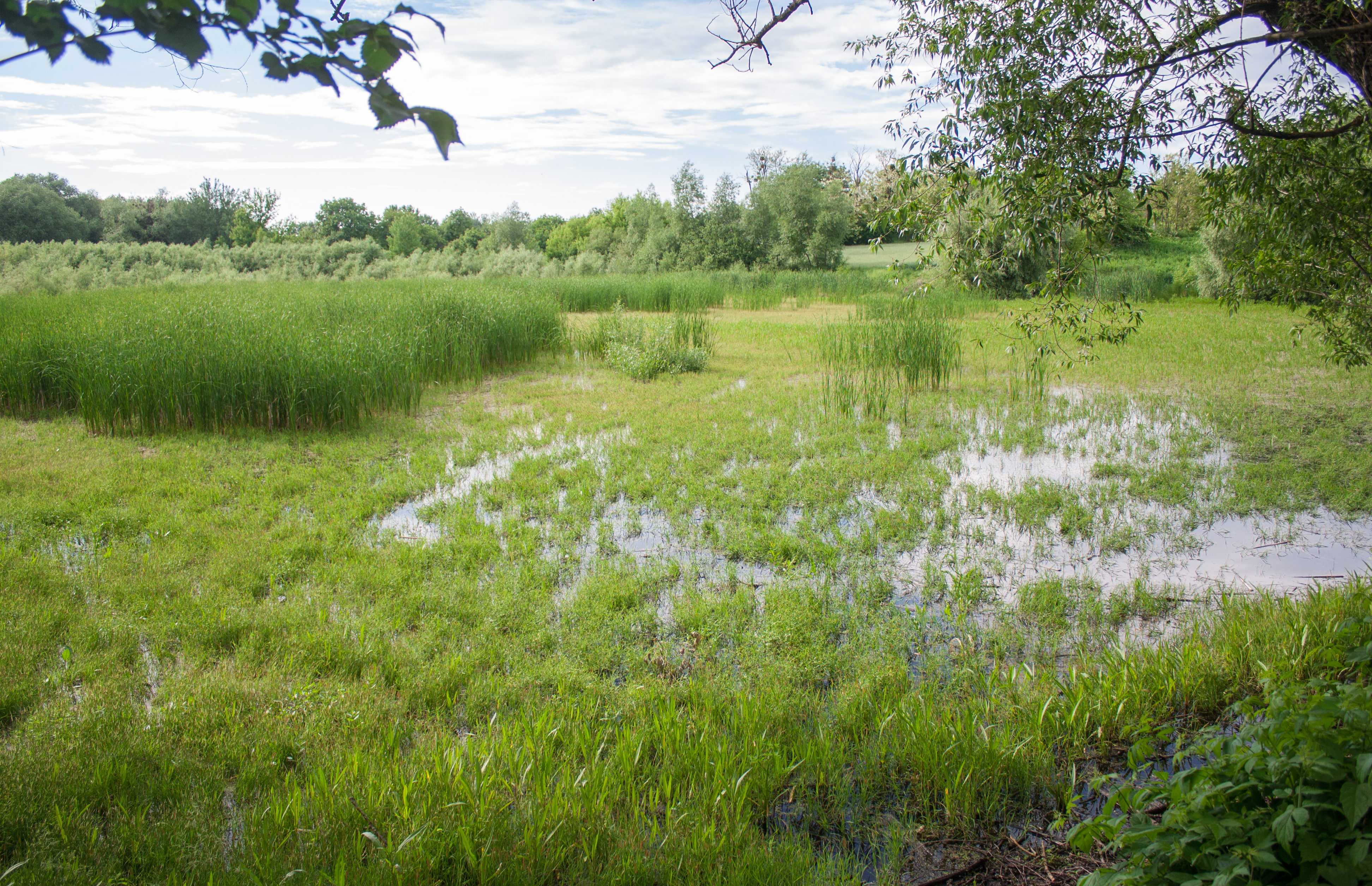
Ставок
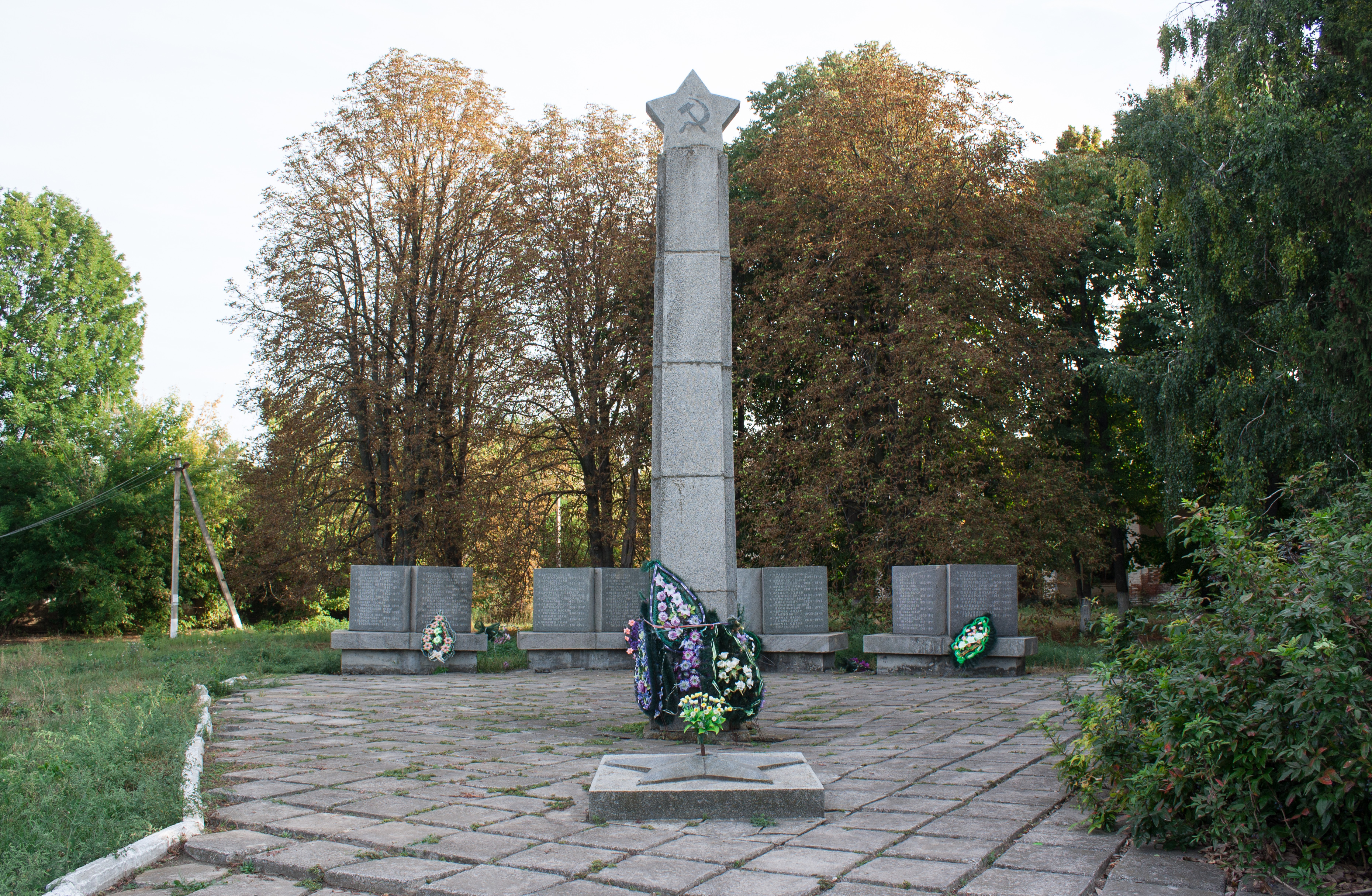
Пам'ятник воїнам-односельцям